# Bradypodion baviaanense
Bradypodion baviaanense (бавіансклуфський карликовий хамелеон) — вид ігуаноподібних ящірок родини хамелеонових (Chamaeleonidae). Ендемік Південно-Африканської Республіки. Описаний у 2022 році.

## Поширення й екологія
Бавіансклуфські карликові хамелеони мешкають у горах Бавіансклуф у Капських горах на півдні ПАР. Вони живуть у заростях фінбошу, переважно на висоті понад 900 м над рівнем моря.